# Aldbury
Aldbury es una parroquia civil y un pueblo del distrito de Dacorum, en el condado de Hertfordshire (Inglaterra).

## Geografía
Según la Oficina Nacional de Estadística británica, Aldbury tiene una superficie de 8,17 km².

## Demografía
Según el censo de 2001, Aldbury tenía 962 habitantes (47,82% varones, 52,18% mujeres) y una densidad de población de 117,75 hab/km². El 20,48% eran menores de 16 años, el 72,97% tenían entre 16 y 74, y el 6,55% eran mayores de 74. La media de edad era de 38,75 años. Del total de habitantes con 16 o más años, el 26,27% estaban solteros, el 60,65% casados, y el 13,07% divorciados o viudos.
El 94,18% de los habitantes eran originarios del Reino Unido. El resto de países europeos englobaban al 2,08% de la población, mientras que el 3,74% había nacido en cualquier otro lugar. Según su grupo étnico, el 98,34% eran blancos, el 0,42% mestizos, el 0,93% asiáticos, y el 0,31% de cualquier otro salvo negros y chinos. El cristianismo era profesado por el 77,62%, el budismo por el 0,31%, el hinduismo por el 0,31%, el judaísmo por el 0,31%, y cualquier otra religión, salvo el islam y el sijismo, por el 0,31%. El 14,72% no eran religiosos y el 6,42% no marcaron ninguna opción en el censo.
Había 395 hogares con residentes y 14 vacíos.